# Smrt ve tmě
Smrt ve tmě (v anglickém originále Don't Breathe) je americký hororový film z roku 2016. Režie se ujal Fede Alvarez, který také spolupracoval na scénáři s Rodo Sayaguesem. Hlavní role hrají Jane Levy, Dylan Minnette, Daniel Zovatto a Stephen Lang.
Film měl premiéru na festivalu South by Southwest 12. března 2016 a do kin byl oficiálně uveden 26. srpna 2016 Film získal pozitivní recenze od kritiků a vydělal přes 152 milionů dolarů.

## Obsazení
| Jane Levy          | Rocky                       |
| Stephen Lang       | Norman Nordstrom / "Slepec" |
| Dylan Minnette     | Alex                        |
| Daniel Zovatto     | Money                       |
| Franciska Törőcsik | Cindy Roberts               |
| Emma Bercovici     | Diddy                       |
| Christian Zagia    | Rual                        |
| Katie Bokor        | Ginger                      |
| Sergej Onopko      | Trever                      |

## Přijetí
Film vydělal 89 milionů dolarů v Severní Americe a 63,6 milionů dolarů v ostatních oblastech, celkově tak vydělal 152,7 milionů dolarů po celém světě. Rozpočet filmu činil 9,9 milionů dolarů. V Severní Americe byl oficiálně uveden 26. srpna 2016. Za první víkend docílil nejvyšší návštěvnosti, kdy vydělal 26,4 milionů dolarů.
Ve Spojeném království vydělal 1,3 milionů dolarů, v Německu 1,3 milionů dolarů, v Brazílii 1,2 milionů dolarů, v Mexiku 1,2 milionů dolarů a v Austrálii 1 milion dolarů. Film se stal třetím nejnavštěvovanějším hollywoodským filmem v Jižní Koreji, kde vydělal 4,5 milionů dolarů.
Film získal pozitivní recenze od kritiků. Na recenzní stránce Rotten Tomatoes získal ze 174 započtených recenzí 87 procent s průměrným ratingem 7,1 bodů z deseti. Na serveru Metacritic snímek získal z 38 recenzí 71 bodů ze sta. Na Česko-Slovenské filmové databázi snímek získal 76%.